# 吾輩は犬である
吾輩は犬である（わがはいはいぬである）は、TOKYO FMで放送されていたラジオ番組。

## 概要
「ヒューマンコンシャス～生命（いのち）を愛し、つながる心」というステーションメッセージを掲げるTOKYO FMが、「人とペットに優しい社会をめざす“PET FRIENDLY”」をテーマにした番組。
この番組は、「犬の目線で見つめた人間社会」をユーモラスに描き、それとともに、“PET FRIENDLY”に賛同する、各界の有識者、アーティストたちも登場し、「いのちを大切に育むマインドやライフスタイル」をリスナーと共有するのが目的。ペットを愛するリスナーとの交流イベントなども展開する。
2016年1月より内容をリニューアルし、『PET FRINDLY～ペットと人のやさしい関係』（坂本美雨が担当）に衣替えした。

## 番組内容
この番組では1歳のオスの柴犬「マル」を主人公に、好奇心旺盛でちょっと社会派である、「マル」の飼い主のサトシが、毎週、いろんなところに「マル」を連れていくという設定で、その「帰り道」に、「ペット愛好家の有名人」との出会いが設けられる。

## 放送時間
- 毎週日曜 7:00-7:30

## 出演者
- 綿引さやか（主人公・マルの声）